# Beber (Ohre)
Die Beber ist ein etwa 13 Kilometer langer Nebenfluss der Ohre in Sachsen-Anhalt.
Sie entspringt am Butterberg in der Nähe von Bregenstedt aus den Quellflüssen Bregenstedter Krummbeek, Altenhäuser Riehe und dem Erxleber Bach. Die Beber durchfließt die Orte Emden und Bebertal sowie die Ortsteile Hundisburg und Althaldensleben der Stadt Haldensleben und den Landschaftspark Althaldensleben-Hundisburg. Sie mündet bei Wedringen in die Ohre.